# Haretnur, Sindhnur
Haretnur là một làng thuộc tehsil Sindhnur, huyện Raichur, bang Karnataka, Ấn Độ.